# Brittany Pettersen
Brittany Louise Pettersen (nacida el 6 de diciembre de 1981)  es una política estadounidense que se desempeña como representante de los Estados Unidos en el séptimo distrito del Congreso de Colorado desde 2023. Anteriormente se desempeñó como miembro del Senado de Colorado del distrito 22 y en la Cámara de Representantes de Colorado. en representación del distrito 28. Ella es miembro del Partido Demócrata.

## Educación
Pettersen obtuvo una licenciatura en ciencias políticas de la Universidad Estatal Metropolitana de Denver.